# Ke Pauk
Ke Pauk (Provincia di Kampong Cham, 1934 – Anlong Veng, 15 febbraio 2002) è stato un rivoluzionario e politico cambogiano conosciuto anche con gli pseudonimi di Kae Pok o Fratello Numero 13, era uno dei membri del comitato centrale del Partito Comunista di Kampuchea. Morì appartentemente di causa naturale nella sua casa di Anlong Veng il 15 febbraio 2002.

## Biografia
Nel 1949, successivamente a un raid sul suo villaggio da parte delle forze francesi, Pauk aderì al movimento indipendentista dei Khmer Issarak. Nel 1954, in seguito alla Conferenza di Ginevra, Pauk usci dalla clandestinità e fu immediatamente arrestato. Fu condannato a sei anni di prigione da scontare a Phnom Penh e nella Provincia di Kampong Cham. Però, dopo aver scontato solo tre anni fu rilasciato.
In seguito al suo rilascio, nel 1957 ritornò nel suo villaggio natale di Chhouk Ksach e sposò Soeun, da cui ebbe sei figli. La sua biografia afferma che in quel momento fu contattato dal segretario di partito Siv Heng e che gli fu chiesto di rientrare nel movimento. Pauk entrò nel nascente movimento comunista cambogiano a Svay Teab, nella provincia di Kampong Cham.